# Lara Nielsen
Lara Nielsen (* 19. Dezember 1992 in Toowoomba) ist eine australische Hammerwerferin.

## Sportliche Laufbahn
Erste internationale Erfahrungen sammelte Lara Nielsen bei den Juniorenweltmeisterschaften 2010 in Moncton, bei denen sie mit einer Weite von 53,20 m in der Qualifikation ausschied. 2014 nahm sie zum ersten Mal an den Commonwealth Games in Glasgow teil und wurde dort mit 60,18 m Neunte. Im Jahr darauf belegte sie bei der Sommer-Universiade in Gwangju mit einem Wurf auf 63,34 m den siebten Platz. Zwei Jahre später erreichte sie bei den Studentenweltspielen in Taipeh mit 65,47 m Rang sechs und 2018 gewann sie bei den Commonwealth Games im heimischen Gold Coast mit einem Wurf auf 65,03 m die Bronzemedaille hinter der Neuseeländerin Julia Ratcliffe und ihrer Landsfrau Alexandra Hulley.
Von 2013 bis 2017 wurde Nielsen australische Meisterin im Hammerwurf. Sie absolvierte ein Studium für Handelswesen an der University of Southern Queensland.